# Литература по славянской мифологии
В данной статье приводится список исследований в области славянской мифологии, разделённых хронологически и по степени научности.

## Литература XVIII — первой половины XIX веков
- Глинка Г. А. Древняя религия славян. Митава, 1804.
- Кайсаров А. С. Славянская и Российская мифология. — М., 1810.
- Касторский М. И. Начертание славянской мифологии. — СПб.: Типография К. Фишера, 1841. — 182 с.
- Макаров М. Н. Русские предания. — М., 1838.
- Маш А. Г. Сокровища Ретры. Берлин, 1771. (Пер. с нем. А. А. Бычкова. М.: Слава!, 2006. — 349 с.)
- Попов М. И. Описание древнего славенского языческого баснословия. — СПб., 1768.
- Строев П. М. Краткое обозрение мифологии Славян Российских. — М., 1815.
- Чулков М. Д. Абевега русских суеверий, идолопоклоннических жертвоприношений, свадебных простонародных обрядов, колдовства, шаманства и прочего. — Типография Гиппиуса, 1786.

## Литература второй половины XIX — первой половины XX веков

Любор Нидерле, «Славянские древности», первый том 1902 года издания

- Аничков Е. В. Язычество и древняя Русь. — СПб., 1914. (переиздание — М., 2003.)
- Афанасьев А. Н. Поэтические воззрения славян на природу. Опыт сравнительного изучения славянских преданий и верований в связи с мифическими сказаниями других родственных народов. В 3-х тт. — М., 1865—1869.
- Афанасьев А. Н. Древо жизни: Избранные статьи. — М., 1982.
- Богданович А. Е. Пережитки древнего миросозерцания у белорусов. Этнографический очерк. — Гродно, 1895.
- Болсуновский К. В. Памятники славянской мифологии. Вып. 2. Перунов дуб. — Киев, 1914.
- Булашев Г. О. Украинский народ в своих легендах и религиозных воззрениях и верованиях. Вып.1. Космогонические украинские народные воззрения и верования. — Киев, 1909.
- Веселовский А. Н. Разыскания в области русского духовного стиха. — СПб., 1889.
- Виноградов Н. Н. Заговоры, обереги, спасительные молитвы и проч. — СПб., 1907—1909.
- Гальковский Н. М. Борьба христианства с остатками язычества в древней Руси: Т. 1. — Харьков, 1916; Т. 2. — М., 1913. (М.: Индрик, 2000. — 376 + 308 с.)
- Даль В. И. Русский народ: поверья, суеверия и предрассудки. — М.: Эксмо, 2005. — 253 с.
- Ермолов А. С. Народная сельскохозяйственная мудрость в пословицах, поговорках и приметах. — СПб., 1901.
- Зеленин Д. К. Восточнославянская этнография. — М., 1991.
- Зеленин Д. К. Избранные труды. Статьи по духовной культуре. — М., 2004.
- Зеленин Д. К. Избранные труды. Очерки русской мифологии: Умершие неестественною смертью и русалки / Вступ. ст. Н. И. Толстого; подготовка текста, коммент., указат. Е. Е. Левкиевской. — М.: Индрик, 1995. — 432 с. — (Традиционная духовная культура славян. Из истории изучения). — ISBN 5-85759-018-3.
- Иванов Й. Культ Перуна у южных славян. София, 1903. (М., 2005.)
- Кагаров Е. Г. Религия древних славян. — М., 1918.
- Кареев Н. И. Главные антропоморфические боги славянского язычества. — Воронеж, 1872.
- Коринфский А. А. Народная Русь : Круглый год сказаний, поверий, обычаев и пословиц русского народа. — М.: Издание книгопродавца М. В. Клюкина, 1901.
- Корш Ф. Е. Владимировы боги. Исторический очерк. — Харьков, 1908.
- Костомаров Н. И. Славянская мифология. — Киев, 1847.
- Котляревский А. А. О погребальных обычаях языческих славян. — М., 1868.
- Леже Л. Славянская мифология. — Воронеж, 1908.
- Максимов С. В. Нечистая, неведомая и крестная сила. — СПб.: Товарищество Р. Голике и А. Вильворг, 1903.
- Мансикка В. Й. Религия восточных славян. — М.: ИМЛИ, 2005. — 365 с.
- Нидерле Л. Славянские древности. Пер. с чеш. — М.: ИИЛ, 1956. (М., 2001.)
- Никифоровский М. Д. Русское язычество: Опыт популярного изложения. — СПб., 1875.
- Никифоровский Н. Я. Нечистики : Свод простонародных в Витебской Белоруссии сказаний о нечистой силе. — Вильна: Н. Мац и Ко, 1907.
- Никольский Н. М. Дохристианские верования и культы днепровских славян. — М., 1929.
- Потебня А. А. О некоторых символах в славянской народной поэзии. — Харьков, 1914.
- Сахаров И. П. Русское народное чернокнижие. — СПб., 1997.
- Соболев А. Н. Загробный мир по древнерусским представлениям. — Сергиев Посад, 1913. (Мифология славян. — СПб.: Лань, 1999. — 271 с.)
- Соколов М. Е. Старорусские солнечные боги и богини: Ист.-этногр. исследования. — Симбирск, 1887.
- Срезневский И. И. Рожаницы у славян и других языческих народов. — СПб., 1855.
- Срезневский И. И. Исследование о языческом богослужении древних славян. — СПб., 1848.
- Сырцов И. Я. Мировоззрение наших предков русских славян-язычников до крещения Руси (в 988 г.). Вып. 1. Мифология. — Кострома, 1897.
- Тревер К. В. Сэнмурв-Паскудж. Собака-птица. — Л., 1937.
- Фаминцын А. С. Божества древних славян. — СПб., 1884. (СПб.: Алетейя, 1995. — 363 с.)
- Шеппинг Д. О. Мифы славянского язычества. — М.: Терра, 1997. — 239 с.
- Černý A. Mythiske bytosće łužiskich Serbow (чешск.). — Budyšin, 1898. — 463 S.

## Научная литература середины XX — начала XXI веков

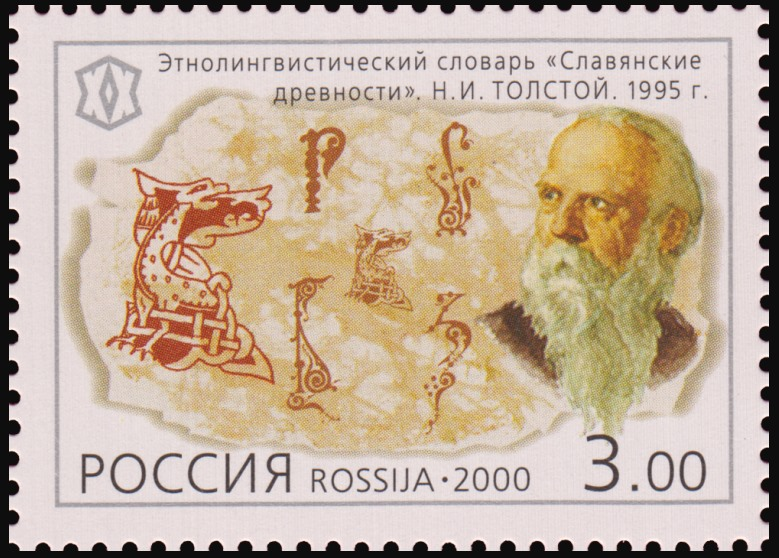
Почтовая марка 2000 года

### На русском языке
- Славянские древности: Этнолингвистический словарь : в 5 т. / под общ. ред. Н. И. Толстого; Институт славяноведения РАН. — М. : Межд. отношения, 1995—2012.
- Славянская мифология : энциклопедический словарь / редколлегия: С. М. Толстая (отв. ред.),  Т. А. Агапкина, О. В. Белова, Л. Н. Виноградова, В. Я. Петрухин; Ин-т славяноведения РАН. — 2-е изд. — М. : Междунар. отношения, 2002. — 512 с. — ISBN 5-7133-1069-8.
  - То же. — 2-е изд., испр. и доп. — М. : Международные отношения, 2002. — 512 с. — ISBN 5-7133-1069-8.
- Славянская мифология. Энциклопедический словарь.— М.: С 47 Эллис Лак, 1995.— 416 с.— ISBN 5-7195-0057-X.
- Агапкина Т. А. Мифопоэтические основы славянского народного календаря. Весенне-летний цикл. — М.: Индрик, 2002. — 816 с.
- Белова О. В. Славянский бестиарий: Словарь названий и символики / Отв. ред. А. А. Турилов; Институт славяноведения РАН. — М.: Индрик, 2001. — 320 с. — ISBN 5-85759-100-7.
- Белова О. В., Петрухин В. Я. Фольклор и книжность: Миф и исторические реалии. М.: Наука, 2008. 280 с.
- Васильев М. А. Язычество восточных славян накануне крещения Руси: Религиозно-мифологическое взаимодействие с иранским миром. Языческая реформа князя Владимира. — М.: Индрик, 1999. — 325 с.
- Велецкая Н. Н. Языческая символика славянских архаических ритуалов. — М.: Наука, 1978. — 239 с. (2-е изд. — М.: София, 2003. — 237 с.)
- Вельмезова Е. В. Чешские заговоры. Исследования и тексты. — М., 2004.
- Виноградова Л. Н. Народная демонология и мифо-ритуальная традиция славян / ответственный редактор С. М. Толстая. — М.: Индрик, 2000. — 432 с. — (Традиционная культура славян / Современные исследования). — ISBN 5-85759-110-4.
- Гейштор А. Мифология славян. — М.: Весь Мир, 2014. — 384 с. (Gieysztor A. Mitologia Słowian. — Warszawa, 1982. — 407 p. — ISBN 978-83-235-0234-0.)
- Гимбутас М. Славяне — сыны Перуна. Пер. с англ. — М., 2003.
- Гура А. В. Символика животных в славянской народной традиции. — М.: Индрик, 1997. — 910 с. — (Традиционная духовная культура славян. Современные исследования). — ISBN 5-85759-056-6.
- Дубов И. В. И покланятеся идолу камену… — СПб., 1995. — 100 с.
- Журавлёв А. Ф. Язык и миф. Лингвистический комментарий к труду А. Н. Афанасьева «Поэтические воззрения славян на природу» / Отв. ред. С. М. Толстая. — М.: Индрик, 2005. — 1004 с. — (Традиционная духовная культура славян. Современные исследования). — ISBN 5-85759-318-2.
- Зубов Н. И. Древнерусская теонимия: Проблема собственного и нарицательного. Дис. … канд. филол. наук. — Одесса, 1982. — С. 73—87.
- Зубов Н. И. Род // Русская ономастика и ономастика России. Словарь. — М., 1994. — С. 170—173.
- Зубов Н. И. Научные фантомы славянского Олимпа // Живая старина. — М., 1995. — № 3 (7). — С. 46—48. Архивировано из оригинала 23 мая 2011 года.
- Иванов В. В., Топоров В. Н. Славянские языковые моделирующие семиотические системы (Древний период) / Отв. ред. И. И. Ревзин. — М.: Наука, 1965. — 245 с.
- Иванов В. В., Топоров В. Н. Исследования в области славянских древностей: Лексические и фразеологические вопросы реконструкции текстов / Отв. ред. И. И. Ревзин. — М.: Наука, 1974.
- Клейн Л. С. Воскрешение Перуна: К реконструкции восточнославянского язычества. — СПб.: Евразия, 2004. — 480 с.
- Криничная Н. А. Русская мифология: Мир образов фольклора. — М.: Академический проект; Гаудеамус, 2004. — 1008 с. — (Summa). — ISBN 5-8291-0388-5, ISBN 5-98426-022-0.
- Кузнецов А. В. Болванцы на Лысой горе: Очерки по языческой топонимике. — Вологда, 1999. — 98 с.
- Ловмянский Г. Религия славян и её упадок. — СПб.: Акад. проект, 2003. — 512 с. (Łowmiański H. Religia Słowian i jej upadek. Warszawa, 1979.)
- Маркин П. Ф. Славянская мифология как мировосприятие и текст русской литературы. — Барнаул: Издательство Алтайской государственной академии культуры и искусств, 2009. — 359 с.
- Померанцева Э. В. Мифологические персонажи в русском фольклоре / Институт этнографии им. Н. Н. Миклухо-Маклая, Академия наук СССР. — М.: Наука, 1975. — 192 с. — 14 500 экз.
- Представления восточных славян о нечистой силе и контактах с ней. Материалы полевой и архивной коллекции Л. М. Ивлевой / Сост. В. Кен. — Петербургское востоковедение, 2004. — 448 с. — (Ethnographica Petropolitana). — 1000 экз. — ISBN 5-85803-253-2.
- Русанова И. П., Тимощук Б. А. Языческие святилища древних славян. — М., 1993. — 144 + 71 с.
- Русанова И. П. Истоки славянского язычества. Культовые сооружения Центральной и Восточной Европы в I тыс. до н. э. — I тыс. н. э. — Черновцы, 2002.
- Рыбаков Б. А. Язычество древних славян. — М.: Наука, 1981. — 608 с.
- Рыбаков Б. А. Язычество Древней Руси. — М.: Наука, 1987. — 784 с.
- Ткачёв А. В. Боги и демоны «Слова о полку Игореве». В 2-х кн. — М.: Жизнь и мысль, 2003.
- Толстой Н. И. Очерки славянского язычества. — М.: Индрик, 2003. — 624 с. — (Традиционная духовная культура славян / Современные исследования). — ISBN 5-85759-236-4.
- Успенский Б. А. Филологические разыскания в области славянских древностей (Реликты язычества в восточнославянском культе Николая Мирликийского). — М.: Изд-во МГУ, 1982. — 245 с.
- Фроянов И. Я. Начало христианства на Руси. — Ижевск, 2003.
- Черепанова О. А. Мифологическая лексика Русского Севера. — Л., 1983.

### На других языках
- Аладжов Ж. Паментници на прабългарското езичество. [Албум]. — София, 1999. — 44+71 с. (болг.)
- Беновска-Събкова М. Змеят в българския фолклор. — София, 1995. (болг.)
- Вражиновски Т. Народна митологија на Македонците. — Скопје, 1998. — 351 с. (макед.)
- Георгиева И. Българска народна митология. — София, 1993. (болг.)
- Зубов М. И. Лінгвотекстологія середньовічних слов’янських повчань проти язичницства. — Одеса, 2004. — 335 с. (укр.)
- Кулишиħ М., Петровиħ П. Ж., Партелич Н. Српски митолошки речник. — Београд, 1970. (серб.)
- Панчовски И. Г. Пантеонът на древните славяни и митологията им. — София, 1993. — 280 с. (болг.)
- Петровић С. Српска митологија. У 5 кн. — Ниш: Просвета, 2000. (серб.)

- Кн.1. Систем српске митологије. — 404 с.
- Кн.2. Митолошке мапе са прегледом јужнословенског простора. — 312 с.
- Кн.3. Антропологија српских ритуала. — 225 с.
- Кн.4. Митологија раскршħа. — 187 с.
- Кн.5. Митологија, магија и обичаји: истраживанье сврдиш области. — 512 с.

- Чаусидис Н. Митските слики на јужните словени. — Скопје, 1994. — 546 с. (макед.)
- Baranowski B.[пол.]. W kręgu upiorów i wilkołaków (пол.). — Łódź: Wydawnictwo Łódzkie, 1981. — 326 S. — ISBN 83-218-0072-6.
- Dźwigoł R. Polskie ludowe słownictwo mitologiczne (пол.) / red. M. Łukaszczyk. — Kraków: Wydawnictwo Naukowe Akademii Pedagogicznej, 2004. — ISBN 83-7271-237-9; ISSN 02396025.
- Kosman M. Zmierzch Perkuna, czyli ostatni poganie nad Baltykiem. — Warszawa. 1981. — 389 c. (пол.)
- Kropej M.[словен.]. Supernatural Beings from Slovenian Myth and Folktales (англ.) / Transl. by N. S. Dular in/and V. Batagelj. — Ljubljana: ZRC Publishing in association with the Institute of Slovenian Ethnology at ZRC SAZU, 2012. — 284 p. — (Studia mythologica Slavica. Supplementa, ISSN 15819744 ; suppl. 6). — ISBN 978-961-254-428-7.
- Pełka L.[пол.]. Polska demonologia ludowa (пол.). — Warszawa: Iskry, 1987. — 236 S. — ISBN 83-207-0610-6.
- Pleterski A. Kulturni genom: prostor in njegovi ideogrami mitične zgodbe. Ljubljana: Založba ZRC, 2014. — 408 с. (словенск.)
- Podgórscy B. i A. Wielka ksiega demonów polskich. Leksykon antologia demonologii ludowej. — Katowice, 2005. — 560 S. (пол.)
- Profantová N., Profant M. Encyclopedie slovanských bohû a mýtû. — Praha: Libri, 2000. — 260 с. (чешск.)
- Rosik S. Interpretacja chrześcijańska religii pogańskich slowian w świetle kronik niemieckich XI—XII wieku (Thietmar, Adam z Bremu, Helmold). — Wroclaw, 2000. — 368 с. (пол.)
- Słupecki L. P. Slavonic pagan sanctuaries, Warsaw, 1994.
- Szyjewski, Andrzej[пол.]. Religia Słowian :  [польск.]. — Krakow : Wydawnictwo WAM, 2003. — ISBN 83-7318-205-5.

## Популярная литература середины XX — начала XXI веков
На русском языке
- Баженова А. И. (ред.-сост.) Мифы древних славян. — Саратов: Надежда, 1993.
- Боровский Я. Е. Мифологический мир древних киевлян. — Киев, 1982.— 104 с.
- Бычков А. А. Энциклопедия языческих богов: Мифы древних славян. — М., 2001.
- Власова М. Н. Новая абевега русских суеверий. — Санкт-Петербург, 1995.. Дополненные и переработанные издания: «Русские суеверия: Энциклопедический словарь» (1998, 2000, 2001) и «Энциклопедия русских суеверий» (2008).
- Волошина Т. А., Астапов С. Н. Языческая мифология славян. — Ростов-н/Д, 1996.
- Гаврилов Д. А., Ермаков С. Э. Боги славянского и русского язычества. Общие представления. — М.: Ганга, 2009. — 288 с.
- Гаврилов Д. А., Ермаков С. Э. Древние боги славян. — М.: Вече, 2011. — 320 с.
- Матерь Лада: Божественное родословие славян: Языческий пантеон / Сост. Д. М. Дудко. — М.: Эксмо, 2002. — 430 с.
- Казаков В. С. Мир славянских богов. 5-е изд. — М.-Калуга, 2006. — 239 с.
- Капица Ф. С. Славянские традиционные верования, праздники и ритуалы: Справочник. 2-е изд. — М.: Флинта-Наука, 2001. — 215 с.
- Куликов А. А. Космическая мифология древних славян. — СПб., 2001.
- Левкиевская Е. Е. Мифы русского народа. — М.: Астрель, АСТ, 2000. — 528 с. — 10 000 экз. — ISBN 5-271-00676-X, ISBN 5-17-002811-3.
- Мадлевская Е. Л. Русская мифология. Энциклопедия. — Эксмо, Мидгард, 2005. — 784 с. — 5000 экз. — ISBN 5-699-13535-6.
- Мизун Ю. В., Мизун Ю. Г. Тайны языческой Руси. — М.: Вече, 2000. — 441 с.
- Мирончиков Л. Т. Словарь славянской мифологии и происхождение славянской мифологии и этноса. 2-е изд. — Мн.: Харвест, 2004. — 302 с.
- Муравьёва Т. В. Мифы славян и народов Севера. — М.: Вече, 2005. — 413 с.
- Новичкова Т. А. Русский демонологический словарь. — СПб.: Петербургский писатель, 1995. — 640 с. — 4100 экз. — ISBN 5-265-02803-X.
- Никитина А. В. Русская демонология. — 3-е изд., стер. — М.: Флинта, 2013. — 400 с. — ISBN 978-5-9765-1767-7.
- Носова Г. А. Язычество в православии. — М., 1975.
- Осипова О. С. Славянское языческое миропонимание. — М., 2000.
- Попович М. В. Мировоззрение древних славян. — Киев, 1985.
- Путилов Б. Н. Древняя Русь в лицах: боги, герои, люди. — СПб.: Азбука, 1999.
- Рыжкова Л. В. (Рыжкова-Гришина). Русь легендарная. — М.: Белый город, 2-11. — 224 с.
- Сёмина В. С., Бочарова Е. В. Религия и мифология в культуре древних славян. Курс лекций. — Тамбов: Изд-во ТГУ, 2002. — 377 с.
- Серяков М. Л. Рождение Вселенной. Голубиная книга. — М., Яуза, 2005. — 573 с.
- Шуклин В. В. Мифы русского народа: [Учеб. пособие] / Ред. В. Мылов; Оформ. Т. Литвиненко, Ю. Литвиненко. — Екатеринбург: Банк культурной информации, 1995. — 335 с. — (Мифы народов мира; вып. 1). — ISBN 5-85865-045-7.

На других языках
- 100 найвідоміших образів української міфології (укр.)  / Під загальною редакцією О. Таланчук. — Киев: Орфей, 2002. — ISBN 966-96200-0-7.
- Беларуская міфалогія: Энцыклапедычны слоўнік / Склад. І. Клімковіч, В. Аўтушка; навук. рэд. Т. Валодзіна, С. Санько. — Мн.: Беларусь, 2004. (переиздавалась в 2006 под тем же названием и в 2011 как «Міфалогія беларусаў: энцыкладпедычны слоўнік») (бел.)
- Міфы Бацькаўшчыны: Літаратурна-мастацкае выданьне (бел.) / Уклад. У. А. Васілевіч. — Минск: Беларуская энцыклапедыя, 1994. — 108 с. — ISBN 5-85700-162-5.
- Нечиста сила у світогляді українців: зб. / Упоряд. та примітки В. П. Фісун. — К.: Бібліотека українця, 2000. — 184 с. — (Бібліотека українця). — ISBN 966-7419-28-2 (укр.)

## Сборники мифологических рассказов
На русском языке
- Мифологические рассказы русского населения Восточной Сибири / Сост. и комм. В. П. Зиновьев. — Новосибирск: Наука, 1987. — 400 с. — 75 000 экз.
- Легенды. Предания. Бывальщины / Сост. Н. А. Криничная. — М.: Современник, 1989. — 287 с.
- Былички и бывальщины. Старозаветные рассказы, записанные в Прикамье / Сост. К. Шумов. — Пермь: Пермское книжное издательство, 1990. — 253 с. — ISBN 5762501175, ISBN 9785762501170.
- Мифологические рассказы и легенды Русского Севера / Сост. и комм. О. А. Черепанова. — СПб.: Издательство СПбГУ, 1996. — 212 с. — ISBN 5-288-01444-2.
- Мифологические рассказы и поверья Нижегородского Поволжья / Нижегород. гос. ун-т им. Н. И. Лобачевского. Ин-т рус. лит. (Пушкинский дом). Рос. акад. наук; сост. К. Е. Корепова, Н. Б. Храмова, Ю. М. Шеваренкова. — СПб.: Тропа Троянова, 2007. — 494 с. — ISBN 5-89798-057-4.
- Народная демонология Полесья: Публикации текстов в записях 80-90-х гг. XX века: в 4 т / Сост. Л. Н. Виноградова, Е. Е. Левкиевская. — Т. I: Люди со сверхъестественными свойствами. — М.: Языки славянских культур, 2010. — 648 с. ISBN 978-5-9551-0446-1; Т. II: Демонологизация умерших людей. — М.: Рукописные памятники Древней Руси, 2012. — 800 с. ISBN 978-5-9551-0606-9. — (Studia philologica).
- Мифологические рассказы Архангельской области / Сост. Н. В. Дранникова, И. А. Разумова. — М.: ОГИ, 2009. — 304 с. — (Нация и культура / Фольклор: Новые исследования). — 700 экз. — ISBN 978-5-94282-515-7.
- Былички и бывальщины: Суеверные рассказы Брянского края / Сост., вступ. ст., подгот. текстов и прилож. В. Д. Глебова. — Орёл — Брянск: Изд-во ОГУ, 2011. — 405 с. — 1000 экз. — ISBN 978-5-88898-452-9.
- Мифологические рассказы русских крестьян XIX—XX вв / Составление, подготовка текстов, вступительная статья и комментарии М. Н. Власовой. — СПб.: Пушкинский дом, 2013. — 920 с. — 300 экз. — ISBN 978-5-91476-049-3.

На других языках
- Sagenbuch der Lausitz (нем.) / K. Haupt[нем.]. — Leipzig: W. Engelmann, 1862. — Bd. I. Das Geisterreich. — 278 S.
- Wendische Sagen, Märchen und abergläubische Gebräuche (нем.) / E. Veckenstedt[нем.]. — Graz: Leuschner & Lubensky, 1880.
- Schlesische Sagen / Richard Kühnau. 4 Bände. Leipzig: B. G. Teubner, 1910—1913. (нем.)
  - 1. Band: Spuk- und Gespenstersagen, 1910.
  - 2. Band: Elben-, Dämonen- und Teufelssagen, 1911.
  - 3. Band: Zauber-, Wunder-, und Schatzsagen, 1913.
  - 4. Band: Register zu Bd. 1-3 der Schlesischen Sagen, 1913.
- Міфалагічныя ўяўленні беларусаў / Укладанне, сістэматызацыя, тэксталагічная праца, уступны артыкул, рэдагаванне В. С. Новак[бел.]. — Минск: Права і эканоміка, 2010. — 524 с. — ISBN 9854428559, ISBN 9789854428550. Архивировано 4 марта 2016 года. (бел.)
- Невидими нощни гости (болг.) / Подбор и научен коментар Е. Мицева. — София, 1994.
- Народна митологија на Македонците. Кн. 2. Етнографски и фолклорни материјалы (макед.) / Ред. Т. Вражиновски. — Скопје, 1998. — 323 с.
- Śląski horror o diabłach, skarbnikach, utopcach i innych strachach (пол.) / D. Simonides. — Katowice, 1984.
- Strachy: W kręgu dawnych śląskich wierzeń (пол.) / M. G. Gerlich. — Katowice, 1989.
- Етноґрафічний збірник[укр.]. — Т. XV. Знадоби до галицько-руської демонольоґії; Т. XXXIII-XXXIV. Знадоби до української демонольоґії, т. II: [http://elib.nplu.org/object.html?id=443 випуск 1, випуск 2] (укр.) / Зібрав В. М. Гнатюк. — Львів: Друкарня Наукового товариства ім. Т. Шевченка, 1903, 1912.